# Oedemera cuprata
Oedemera cuprata là một loài bọ cánh cứng trong họ Oedemeridae. Loài này được Reiche miêu tả khoa học năm 1864.